# 新世紀エヴァンゲリオンの用語一覧
新世紀エヴァンゲリオンの用語一覧（しんせいきエヴァンゲリオンのようごいちらん）では、アニメ・漫画『新世紀エヴァンゲリオン』に登場する用語について解説する。
『新劇場版』で初出の用語については#新劇場版で初出の用語でまとめて記述する。
なお、本稿では1995年から1996年にかけて放送されたテレビアニメ作品をテレビ版、1997年から1998年にかけて公開された一連の劇場作品を旧劇場版、テレビ版と旧劇場版をまとめて扱う場合は旧世紀版、貞本義行によるコミカライズ作品を漫画版、2007年から2021年にかけて公開された一連の劇場作品を新劇場版と略記し、『ヱヴァンゲリヲン新劇場版:序』は『序』、『ヱヴァンゲリヲン新劇場版:破』は『破』、『ヱヴァンゲリヲン新劇場版:Q』は『Q』、『シン・エヴァンゲリオン劇場版𝄇』は『シン』と略記する。

## エヴァンゲリオン
エヴァンゲリオン

正式名称は「汎用人型決戦兵器人造人間エヴァンゲリオン」。略称はEVA（エヴァ）。
人類が14年の歳月と、天文学的な経費をかけて製造した巨大な人造人間。生命の起源であり神に近い存在とされる第1使徒アダムまたは第2使徒リリスを複製し造られた素体に装甲板（実際は本来の力を抑え込むための拘束具）をつけることにより運用可能としたもの。A.T.フィールドを展開できるため、襲来する使徒を殲滅できる唯一の兵器とされる。しかし建造された真の目的は「人類補完計画」を遂行するためだとされる。
チルドレン
EVAのパイロットに選ばれた子供のこと。適格者とも。使徒であったカヲルを除き、母親のいない14歳の少年少女である点が共通している。「ファースト・チルドレン」など、1人を示す場合でも単数形のチャイルド（child）ではなく複数形（children）で呼称される。ただし、英語版のアニメやコミックではchildに直されている。
新劇場版では「第○の少年（少女）」と呼ばれ、「チルドレン」という語は使われなくなった。
プラグスーツ
EVAのパイロットが着用するタイトな戦闘用スーツ。パイロットのサポート（神経接続の補助、衝撃や温度変化の緩和、生命維持）をするのが目的であるため、必須なものではない。神経接続を効率よく行うため、パイロットは下着などを身に着けない。プラグスーツを着た後、左手首にあるスーツフィットスイッチで身体にフィットさせて着用する。中央には心肺蘇生のための電気ショック発生装置である丸いパーツがあり、左手甲部には各モード情報を表示するハンドモニターがある。基本的なデザインは似ているが男性用、女性用ほか、パイロットごとにカラーリングは異なる。また局地仕様の耐熱耐圧仕様のプラグスーツもあり、右側のスイッチで熱からパイロットを守るためにスーツが膨張するようになっている。
デザインした貞本義行によると、ウォータースポーツなどに用いられるドライスーツが原型となっているとのこと。
新劇場版では標準デザインのスーツの他に旧型、テスト用など異なるデザインのプラグスーツが登場した。
『破』冒頭で仮設5号機への搭乗時にマリが着用していた旧型プラグスーツは、大型のヘルメットを着用する必要がある、腕部から伸びたケーブルがインテリアと接続されているなど、他のEVAパイロットのスーツに比べて機能が洗練されていない。またマリによれば「胸がキツくてやだ」とのこと。
『破』中盤の3号機の起動実験の際にアスカが着用したテスト用プラグスーツは、通常のスーツに比べてインターフェースヘッドセットが大型化している他、胸部から腹部、背部がシースルー素材となっている。アスカ曰く「見えすぎ」。元は旧作の制作当時にプラグスーツのデザイン案の1つとして提案されたもので、新劇場版の制作にあたってリデザインの上再利用された。
『Q』では前半と後半でアスカ、マリの着用しているスーツのデザインが変わっているが、これについては作中では特に触れられていない。また『シン』序盤ではシンジ、アヤナミ（仮）が着用していたスーツはTV版と異なり右手首内側にバッテリー残量減少を示す通知が表示されたほか、アスカのスーツを電気自動車の電源を利用して充電する描写がある。
『シン』中盤のヤマト作戦時にアスカ、マリが着用した深々度ダイブ用耐圧試作プラグスーツは白地にブルーグレーと各乗機のベースカラー（アスカは2号機の赤、マリは8号機のピンク）の彩色が入ったデザインとなっている。機能については不明。
インターフェイス・ヘッドセット
EVAパイロットが頭部に装着するカチューシャ型のインターフェイス。EVAとのシンクロのため、パイロットの神経パルスをピックアップし、増幅する重要な装置。神経パルスは個人差があるため、各パイロットごとに調整がなされている。重要な装置であるため、プラグスーツを着用していない場合でもこれだけは装着している場面がたびたび見受けられる。ただし装着せずに実験を行ったケースもあり、必須なものではない。設定資料には「作画の手間を考え、つるは描かなくてよい」と指示がある。
アスカや、新劇場版で登場したマリのものは髪留めと一体化しており、EVA操縦時以外でも身につけている。
L.C.L.
EVAのコックピット（エントリープラグ）内に注水される液体。肺の中に満たすことで液体呼吸を可能にし、電荷することで分子配列を変化させ擬似的なスクリーンを形成し、神経接続もこれを媒介に行っている。また精神防壁、物理防壁の役割も持つ。エントリープラグ内には循環装置が設けられているが、L.C.L.自体も浄化能力を持ち、それが失われると血のような生臭さを放つ。色はオレンジだが、場面によっては赤味を帯びている。
パイロットはL.C.L.内でも問題なく身軽に動くことも喋ることも見聞きすることもでき、また他の液体（血や涙など）と混ざる様子もない。劇中トウジとケンスケが初号機に乗り込んだ際ケンスケはビデオカメラを心配していたが、テレビ版でアスカがコックピット内でイヤホンを使用しており、『破』でレイがシンジのS-DATを持ち込んでいることから、機器に障害をもたらすこともない。
L.C.L.はリリスの体液であり、生命のスープと呼ばれ、生命がA.T.フィールドを失い還元されたものでもある。リリスが磔にされているNERV本部最深部のターミナルドグマは、L.C.L.プラントとも呼ばれる。
フィルムブックではLink Connected Liquidの略称と解説されているが、初期DVD1巻に収録された解説や劇場版パンフレットではこれは誤りとされた。後に出版された『エヴァンゲリオン・クロニクル』では「一説では～ともいわれる」「～とも言われているが、その真偽のほどは定かではない」と断定を避けている。しかし、新世紀エヴァンゲリオン絵コンテ集では、L.C.L.について「リンク コネクト リクウィッドの略」という記述がある。
エントリープラグ
EVAパイロットが乗り込む白色の細長い円筒状コックピット。内部にはパイロットシートとコントローラーが一体化した「インテリア」が収納されるようになっており、EVA搭乗時には上部のメインハッチが開閉され、パイロットはインテリアと共にプラグ内に収容される。プラグはEVAの頚椎に相当する部分から挿入され、先端についている神経接続用探査針を通してEVAとパイロットの接続が行われる。
また脱出用ロケットノズル8機（零号機は4機）とパラシュートも備わっており、緊急時にはプラグが射出される脱出装置としての機能も有している。外部から手動で開けられる非常用ハッチほか、初号機以降のモデルでは内部から開けられる非常用ハッチもあり、側面にはL.C.L.排出用の排水口が数点（6〜8個程度）存在し、緊急時には速やかにL.C.L.が排出される。
プラグ内におけるインテリアの深度位置は「プラグ深度」と呼ばれ、インテリアがコアに近いほどEVAとパイロットの接続度合いは強くなるが、それに比例してEVAからの侵食や精神汚染リスクは上がる。エントリープラグ挿入時に深度調整されるほか、シンクロ率に応じて移動する仕組みになっている。管制室モニター上に於ける、プラグ深度を表す境界線にはそれぞれ名称が設けられており、浅い順から「Safe Depth Limit」→「Absolute Depth Limit（+80）」→「Terminal Depth Limit（+90）」→ 「The Great Beyond Depth（+100）」と4段階表記されている。作中において、プラグ深度100を超えた時点で管制室から精神汚染危険域と判断され、EVA開発責任者である赤木リツコはこれを「人ではなくなってしまう」と表現している。
ダミーシステム
パイロットなしでEVAを稼働させるため、EVAにパイロットの存在を誤認させるシステム。ダミーシステムを用いた専用の赤色のエントリープラグはダミープラグと呼ぶ。パイロット搭乗時に制御をダミーに切り替えると、赤色に点灯したモニターで外部は見えるものの一切の制御を受け付けなくなる。第17話では「パイロットの思考の真似をする、ただの機械」であり、レイのパーソナルが移植されているとされた。しかし第22話では、実際にはレイの複製体をコアに用いたものであることが明かされた。
第18話では戦闘を拒否したシンジに替えてダミーシステムがEVA初号機に接続され、第13使徒バルディエルに寄生されたEVA参号機を殲滅。ただし劇中では複数回「問題がある」と言及されており、第19話ではEVA初号機の単独起動に失敗している。旧劇場版第25話で登場したEVA量産機には「KAWORU」と書かれたダミープラグが使用されている。
ゲーム『新世紀エヴァンゲリオン2』ではダミーシステムとは人工的な魂であり、EVAを動かす程度の機能しか持たせられなかったとある。魂の複製を研究する過程の産物で、ユイやキョウコの事例は失敗例だとされている。
『破』ではダミープラグに「特1号」という名称が付けられており、プラグの色はメタリックブラックとなっている。3号機との戦いではあらかじめシンジがダミープラグに搭乗して出撃している。テレビ版とは演出が異なり作動中は特殊なマニピュレータがパイロットの上に覆い被さる形となり、プラグ内のモニターもOFFとなって外部状況がわからなくなる。
シンクロ率
EVAとパイロットとの神経回路の同調率のこと。この値が高いほどにEVAを自在に動かせるが、フィードバック（EVAの損傷などに伴うパイロットの痛みなど）も大きくなる。ゲーム『新世紀エヴァンゲリオン2』によれば、シンクロとはパイロットの意識（自我）を拡大し、EVAの意識に干渉させることとも示唆されており、第19話でEVA初号機がシンクロ率400%を記録した際には、パイロットは自我境界＝A.T.フィールドを失い、肉体はL.C.L.（生命のスープ）に還元され、魂はEVAのコアへと同化した。
ヘイフリックの限界
第21話に登場するEVAの細胞再生可能限界。heiflickについてはテロメア、細胞老化、ヘイフリック限界参照。
アンビリカルケーブル
EVAに電力を供給するためのケーブル。3極の電源コンセントで、機体背部にマウントする仕組みとなっている。EVA本体による手動脱着のほか、爆砕ボルトによる強制除去が可能。ソケット部分には、落下時の損傷を抑えるためのスラスターが組み込まれている。第3新東京市の各所にある電源ビルには予備ケーブルが装備されているほか電源車などでケーブルを運用することが可能となっており、EVAの広域活動を可能としている。
名前は臍帯（へそのお）=umbilical cordから取られたもの。一般的には無人潜水艇やロケットなどに電源や信号を供給するケーブルのことを指し、特別な造語ではない。

ロンギヌスの槍。山口県宇部市のときわ公園で2023年より展示されている

ロンギヌスの槍
二叉の巨大な槍。先端はスパイク状になっており、持ち手は刀身が一続きに二重螺旋を描いてすぼまっている。色はクリムゾン系の濃赤色。通常兵器ではほぼ突破不可能なA.T.フィールドを貫通する、一度A.T.フィールドによって阻止され停止した状態から自発的にA.T.フィールドを破り目標に刺さるなど特異的な能力を持つ。また投擲時には全体が二重螺旋の細長い投げ槍状になるなど形状も変化する。
劇中では2000年に死海から南極に運ばれて地下で実験に用いられた後（ビデオフォーマット版第21話）、2015年にNERVによって第3新東京市に運ばれ（第12話）セントラルドグマのリリスに刺された（第14話）。第15使徒アラエル出現時に衛星軌道上の目標を撃破するために投擲され月軌道に到達（第22話）、その後は月面に刺さっていたもののNERV本部への戦自侵攻時にシンジの激昂に応じて飛来する。ロンギヌスの槍が帰還したことで人類補完計画が発動されるが、シンジによって補完が破綻した後は共に補完で用いられたレプリカを消滅させ、初号機とともに宇宙へと旅立った（旧劇場版第26話）。
旧劇場版で補完の際用いられたレプリカは形状は同じだが灰色をしており、当初は大型の両刃剣に姿を変えてEVA量産機が装備していた。抵抗する弐号機に向けて投擲された際に本来の姿に戻り同機を撃破、補完発動時はレイと同化した量産機が己がコアに槍を突き刺すことで地球生命をL.C.L.に還元した。最終的にはオリジナルの放った光によってL.C.L.に変えられ消滅した。
ゲーム『新世紀エヴァンゲリオン2』では、生命の種＝始祖アダムや始祖リリスとセットの意志を持った一種の生命体であり、種が第一始祖民族の目的に沿わない時に活動を止めるための保安装置だとされている。劇中で登場する槍は南極でアダムと共に発見されたもので、リリスの槍はファーストインパクトの衝撃で離ればなれになったか破壊されたかで未発見となっている。また劇中でリリスに刺されたのは、リリスの成長を最終段階で停止させるためとなっている。
新劇場版ではセカンドインパクト時に複数本が存在した描写がされ、『破』ではコピーである対使徒専用殲滅兵器「簡易式ロンギヌスの槍（似非復元型）」がEVA仮設5号機の装備として登場。『Q』では、2本のロンギヌスの槍がセントラルドグマにあるリリスの骸に刺さっていた（うち1本はEVA Mark.06も貫いていた）。『シン』では希望の槍カシウスと対をなす絶望の槍と呼ばれ、持つ者によって相互に形を変える、世界を書き換える力を持つ人類ではないものが遺した聖なる槍であるとされた。
2015年1月30日、エヴァンゲリオン20周年公式企画として、「ロンギヌスの槍を月に刺すプロジェクト」が開始した。民間月面探査団体HAKUTO全面協力のもと、1億円を目標にクラウドファンディングが行われたが、期日の4月5日までに到達しなかったためプロジェクトは中止された。このプロジェクトでは、全長240mm、重量30gのチタン合金製のロンギヌスの槍をロケットおよび月着陸船で月面に運び、実際に月面に刺すことを目的としていた。ロケット打ち上げは2015年末から2016年末までの予定だった。なお、このクラウドファンディングの支援額54,695,000円は、当時の日本でのクラウドファンディングの史上最高額である。
名前は十字架に磔にされたイエス・キリストを刺した「聖槍」から。

## 使徒
アダム
第1使徒と呼ばれる生命体の源。中央にコアが見える光の巨人。太古から南極大陸の地下に存在し、第3から第17までの使徒を生み出した存在（ただし第17使徒は人為的に作りだされたもの）だとされている。劇中ではターミナルドグマに磔にされている白い巨人のことをアダムと呼称していたが、後にそれはリリスであることが判明した。
2000年、ゼーレとゲンドウらは葛城調査隊を利用し、他の使徒が覚醒する前にロンギヌスの槍を使いアダムを卵にまで還元することで被害を最小限に食い止めようとし、結果セカンドインパクトを発生する。それにより魂はどこかへ消え、肉体はバラバラになって退化した。後に、アダム計画により肉体は胎児状にまで復元され、硬化ベークライトによって固められたサンプルは、加持リョウジによって碇ゲンドウに横流しされ、ゲンドウの右手へと移植された。漫画版ではゲンドウが胎児状のアダムを経口摂取し、自らの肉体に取り込むシーンがある。また魂はゼーレにより人型の肉体を与えられ、渚カヲルとなる。由来は創世記のアダムから。
リリス
第2使徒と呼ばれる生命体の源。ジオフロントのターミナルドグマに磔にされている白い巨人。アダム系の生命を除く、現在地球上にいる全ての生物はこのリリスが由来であり、その最果てに生み出されたのが第18使徒リリン＝人間である。劇中ではNERV上層部の人間以外にはその存在が伏せられており、さらにそれがアダムであるかのような情報操作が行われていた。魂は抜かれており、それは魂の宿らなかった綾波レイの肉体へと移植されている。
新劇場版においてはNERV本部最深部のL-EEE（レベルトリプルE）と呼ばれる場所に当初よりロンギヌスの槍で磔にされており、サードインパクトのトリガーとなるものであるとミサトに語られている。シンジが戦う意思を固めた要素のひとつでもある。
A.T.フィールド（Absolute Terror FIELD）
全ての生命が自らを形成するべく持っている自我境界、排他的精神領域であり、人間は自らの肉体を形成し個体を維持する程度の強さしか持たないが、使徒やEVAはそこからさらに防御壁（バリアー）の一種として展開できるほどの強力なA.T.フィールドを持つ。その際には位相空間や相転移空間とも呼ばれ、強力になるにつれ視覚化し、さらには物質化され、極めて高い防御力を発揮する。N2兵器含め通常兵器ではほぼA.T.フィールドを突破できずダメージを与えることができないが、A.T.フィールド同士では中和したり強引にこじ開けることが可能であり、それゆえEVAが唯一使徒に対抗できうる兵器だとされる。第5使徒ラミエル戦では、A.T.フィールドを貫くエネルギー産出量は、最低1億8000万キロワット（日本中の電力）が必要とされた。使徒レリエルのように構造の形成に重要な役割を果たしているものもある。
前述したとおり、A.T.フィールドは全ての生命が自らを形成するべく持っている自我境界であるため、自我＝A.T.フィールドが完全に消失すると、生命は肉体を維持できなくなりL.C.L.へと還元してしまう。シンジがエヴァ初号機に取り込まれたのは、エヴァとの境界線が消失したためである。
略称の英語表記については原作オープニングのカットインに登場する（1分10秒ごろ）。正式な訳語は「絶対恐怖領域」だが、略して「絶対領域」と表記されることもある。また、新劇場版「序」のDisc02では「絶対不可侵領域」となっている。
監督の庵野秀明は書籍『スキゾ・エヴァンゲリオン』の対談で「A.T.フィールドは心の壁のようなもの」と語っており、実際に劇中でも渚カヲルがA.T.フィールドのことを「心の壁」と称していた。原動力はリビドー（生、性の欲望）であるとされる。
アンチA.T.フィールド（Anti Absolute Terror FIELD）
A.T.フィールドの正反対のものであり、アダムやリリスといった「生命の起源」たる使徒が展開しており、量産機や初号機はS2機関を解放することで発生させている。物質を融解させたり、個体生命はこのアンチA.T.フィールドの干渉を受けると、デストルドー（死、破壊の欲望）の形而下により自我境界＝A.T.フィールドが弱体化し、消失してL.C.L.に還元されてしまう。
また、ロンギヌスの槍もA.T.フィールドを無力化する力を持ち、セカンドインパクトの際にはアダムはロンギヌスの槍を刺されたことでアンチA.T.フィールドを展開させられる形となった。ゲーム「新世紀エヴァンゲリオン2」では、カヲルが槍を呼び使うことで自分や使徒を還元したと思われる場面も存在し、劇場版では槍の放った光によりレプリカの槍がL.C.L.へと還元させられた。
新劇場版では『Q』の冒頭で2号機を急襲したMark.4Aが2号機のA.T.フィールドをアンチA.T.フィールドで破り、散弾攻撃を行うシーンがある。
S2機関
スーパーソレノイド機関の略称。「エスツーきかん」と呼称される。葛城博士がその理論を提唱し、第1使徒アダムの発見によりその実在が初めて確認された、使徒が体内に持つ永久機関（生命の実）である。スーパーソレノイドとは遺伝子の二重螺旋構造を形成するDNA分子の集合体を指す言葉であり、葛城博士はこの構造から無尽蔵のエネルギーを引き出せると考えた。
殲滅した第4使徒の残骸から入手したS2機関はドイツ支部にて修復され、米国NERV第2支部においてEVA4号機への搭載実験が行なわれるが、その実験中に原因不明の事故により4号機はおろか周囲89キロ、NERV第2支部ごと消失してしまう。しかしドイツ支部に残っていたデータにより実用化され、旧劇場版第25話で登場するEVA量産型に搭載されることになる。一方でEVA初号機は、第14使徒・ゼルエルを捕食し直接S2機関を体内に取り込むことになる（第19話）。これによりEVA最大の懸案である活動限界を克服したとされているが、これはゼーレの計画にはない事態であった。企画書案では陽電子機関と称されていた。
波長パターン
人間や使徒は独自の波長パターン（Blood Type）を持っており、「パターン青」と判断されれば使徒とされる。使徒でない場合はオレンジであるが、具体的にどう違うのかは劇中では語られなかった。またパターンが青とオレンジの間を遷移する、または自在に変換できる使徒も存在する。リリスはパターン青を示しながらも、同時にヒトであるとも判断された。
A.T.フィールドにもパターンはあるようで、劇場版ではシンジのA.T.フィールドからパターンレッドが検出されている。他にも初号機に取り込まれた碇シンジのサルベージ中に、デストルドー反応についてパターンセピアが確認されたことがある。
「パターン青」の由来は、現実の1978年公開の東宝映画『ブルークリスマス』からであると公式にはアナウンスされている。
第1始祖民族
企画書段階で存在した設定で、使徒やEVAの元になった巨大人造人間「アダム」を造った先史知的生命体。
ゲーム『新世紀エヴァンゲリオン2』では、ストーリーに沿う形で小笠原諸島海溝に沈んだ物体を引き上げることで第1始祖民族の情報が得られるイベントがあり、関連性は不明だが、これは『ふしぎの海のナディア』最終回でレッドノアから帰ってきた宇宙船とも思えるものであった。
その情報によれば、はるか昔に宇宙のどこかにヒト型の知的生命体が存在していた。彼らは自らの星が滅びる運命だと知ったことで、自分たちを生命の根源の姿にまで戻し、いくつかのグループに別れ、それぞれ月に乗り宇宙へと旅立った。月には多くの魂のほか、その魂に肉体を与え生み出す存在である生命の種、そしてその生命の種を止めるための保安措置であるロンギヌスの槍が入っており、旅立つ際に、生命の種は知恵の実か生命の実かを選ばされたとされる。
地球には生命の実を得た「アダム」と、知恵の実を得た「リリス」という2種類の生命の種が落ちた。先に地球に到達したのはアダムを乗せた「白き月」であり、これは現在の南極大陸に存在した。しかし後にリリスを乗せた「黒き月」も地球に落下する。そしてこの時の衝突が、月形成の原因となったジャイアントインパクトだとされる。この後、地球を支配するのはリリスより生まれた生命であり、その進化の果てに人類、すなわちリリンがいる。一方、アダムより生まれた生命＝使徒は西暦2015年に至るまで活動することはなかった。使徒と人類の戦いは、地球の正当な支配者の位置を巡る争いであることが、ビデオ化以降に追加されたシーンでもゼーレの口より語られている。

## 組織

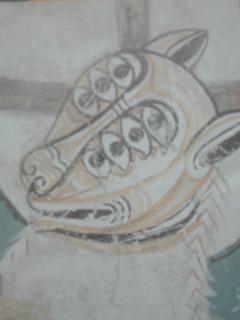
ゼーレの7つ目マークの由来である黙示録の仔羊

特務機関NERV（ネルフ）
正式名称は国際連合直属非公開組織 特務機関NERV。ゲヒルン（後述）を発展解消して2010年に設立された、使徒殲滅を主要任務とする国連直属の超法規的組織。ドイツ語で神経の意味。本部の所在は日本国の芦ノ湖北湖畔の第3新東京市の地下、箱根大深度地下大規模空間（ジオフロント内）にあり、最高司令官は碇ゲンドウ、副司令官は冬月コウゾウ。また米国に第1・2支部、ドイツに第3支部を擁し、その他にも中国など世界各国に支部がある。
国連から絶大な権限を委譲されており、使徒殲滅作戦時には国連・日本国政府から作戦指揮の全てを委任されている。EVAを複数保有し、2015年現在、E計画・アダム計画・人類補完計画の3つのプロジェクトも極秘裏に進めている。国連直属の準軍事組織として、一定程度の訓練を受けた武装職員を雇用している。「非公開組織」となっているものの、少なくとも第3新東京市の住民にとっては存在は公然の秘密のようである（その前に第三新東京市は秘匿性を高めるためにNERV関係者と今まで定住してきたものしか住むことが許されない）。外部から接触できる「広報部」が存在し、ヤシマ作戦の際にはトウジとケンスケからの激励のメッセージをシンジに伝えているシーンがある。
第14使徒ゼルエル戦で本部施設は半壊し、損壊が激しい第一発令所は破棄され予備の第二発令所に移行された。
実質的にはSEELEの下部組織にあたり、SEELEの計画を実行する組織として存在しているが、NERV司令のゲンドウや冬月らは極秘裏にSEELEとは別の人類補完計画を目論んでおり、旧劇場版ではその対立が顕在化、SEELEの差し金により日本国政府からA-801（特務機関NERVの法的保護の破棄および日本国政府への指揮権の委譲）を発令され、事実上の降伏勧告と共に日本国政府およびNERV各支部からMAGIへのハッキングを受けるがこれを回避、よって、戦略自衛隊による直接占拠に乗り出され、NERV本部はあくまで対使徒を前提とした施設であり、侵入者迎撃用の予算も縮小されていたために錬度・装備とも戦略自衛隊に劣り、最終的には第二発令所までの侵攻を許してしまう。
シンボルマークの意匠に取り入れられているイチジクの葉は、旧約聖書におけるアダムとイヴの顛末（失楽園）より。知恵の実を手にしたためにエデンの園から追い出された人類の原罪を表しており、葉が半分なのは園にあるもう一つの実である生命の実を手にしていないから。なお、シンボルマークの下部に書かれている「GOD'S IN HIS HEAVEN. ALL'S RIGHT WITH THE WORLD.」（訳：神は天に在り、全て世は事もなし）は、ロバート・ブラウニングの詩『ピッパが通る』の一節から引用された。漫画第1巻の初版では、シンボルマークの一文が今とは違ったものになっていた（現在では修正）。ニュータイプ100%コレクションに掲載されているシンボルマークには「NEO EATH OF RETARN VERERASION TEAM〔ママ〕」となっているものがあり、つまりは略するとNERVだが、この設定はアニメ本編では使用されなかったようである（綴り自体に間違いがあるので和訳は出来ない。つまり意味は不明）。
新劇場版では各国支部の権限が強化され、ほとんど対立関係に近い状態であることが示唆されている（4号機の情報がリツコにすら開示されていなかったこと、日本で稼動している2号機の所有権をユーロが保持し続けられたことなど）。シンボルマークは山下いくとがテレビ版の企画段階において提案した案の一つをサルベージしたものが用いられ、従来のイチジクのマークの背景に「皮を剥かれた」逆さに刻まれた智慧の実とされるリンゴが組み合わされ、イメージが変化している。その新しいロゴは、人類の進化と原罪が示されている。NERVのフォントや詩の位置を変えた別バージョンも存在する。『Q』では旧世紀版と同じ物に変っており、幾何的に単純化された物も使用されている。なお、新劇場版シリーズでは、NERVに関する法律として「特務機関優先保護基本法」が制定されており、法律名が『序』クライマックスのヤシマ作戦でのシーン（通行止めの看板）で登場する。
ゲヒルン（GEHIRN）
特務機関NERVの前身となる国連直轄の非公開組織。ドイツ語で脳の意。軍事組織の色彩の濃いNERVとは異なり、あくまで研究機関としての色合いが濃い。実質SEELEの下部組織にあたり、国連直轄の人工進化研究所を隠れ蓑として活動していた。SEELEが求める計画を遂行可能な人材、技術、装備などを揃えるための準備組織としての側面を持ち、MAGIの完成とともに即時解体され、全計画の遂行組織である特務機関NERVへと移行した。
初期案では『ふしぎの海のナディア』のネオアトランティスの残党にする案もあった。
人工進化研究所
箱根の芦ノ湖ほとりにある国連直轄の研究機関。国連直轄の諮問機関である人類補完委員会により設立され、研究所はアダムの破片を手に入れたことでSEELEの強い介入を受けたとされる。それにより組織体形が強化され、非公開組織であるゲヒルンが設立された。そのため、実際は非公開組織ゲヒルンの隠れ蓑としての施設となっており、地下のジオフロント内にある現NERV本部がゲヒルン本部である。
ゼーレ（SEELE）
太古より世界を裏から操っていると云われる秘密結社。元は宗教団体であり、作中の時代では国連を隠れ蓑に活動している。使徒などに関する預言が書かれている「裏死海文書」を所持し、それを元にした遠大なシナリオに沿って行動している。巨額の富を持ち自身の宗教の遺構調査の資金援助も良くこなしていた。その中で「裏死海文書」を発掘したことで、己の教義＝神への道へと立ち返ったとされる。アダムの発見は確信となり、セカンドインパクト前後にして、箱根のリリスの発見、人工進化研究所とゲヒルン、人類補完委員会の設立、使徒との戦いをにらんだ国連主導の世界構築などを行った。意志決定会議に参加するメンバーは12人であり、その首魁は人類補完委員会議長でもあるキール・ローレンツ。その会議はモノリスをアイコンとしたホログラムを介して行われる。組織名はドイツ語で魂の意。7つの目のマークは「黙示録の仔羊」から引用されている。
新劇場版では出渕裕の手によってマークが改められ、従来の7つの目に「知恵の実」とされるリンゴと、イヴにそれを食すよう唆したヘビが加えられ、マークの中心にはフリードリヒ・フォン・シラーの詩「歓喜に寄せて」（ベートーヴェン交響曲第9番第4楽章合唱の歌詞の原詩）の一節、"Überm Sternenzelt richtet Gott, wie wir gerichtet."（星空の上で神が裁く、我等がどう裁いたかを）が書かれている。またメンバーの数も7人に減っている。
人類補完委員会
人類補完計画に関するすべての意思決定機関であり、国連直属の諮問機関。業務は特務機関NERVの監督とその予算確保。実態はゼーレが国連を動かすための隠れ蓑となっている。ゼーレのメンバーによって構成されており、メンバーは米・英・独・仏・露の代表者5名と碇ゲンドウ。議長はキール・ローレンツ。
マルドゥック機関
表向きは「EVA操縦者選出のために設置された人類補完委員会直属の諮問機関」とされている。108の関連企業を持つがそのほぼ全てがダミーであり、また役員名簿にはNERVや人類補完委員会の面々が名を連ねていることから、加持は機関そのものがダミーで陰で操っているのはNERVそのものだと判断している。
マルドゥックの由来は古代バビロニアの主神で50の異名を持つマルドゥク（マルドゥーク、MARDUK）、関連企業「シャノンバイオ」は村上龍の小説『愛と幻想のファシズム』に登場する巨大企業「シャノン」から。
国連軍（UN、UN軍）
2000年に起こったセカンドインパクトの後、国際復興協調路線を掲げた国連の下に組織された軍隊。各国の軍隊を事実上吸収し、その指揮下に置く。そのため、セカンドインパクト以前の国連軍とは比較にならないほどに権限と兵力は絶大である。日本の陸海空の自衛隊も編入されており、東京都府中市の府中基地に正体不明の物体（使徒）の日本国内侵入を監視する総括総隊司令部がある。また、日本はそれとは別に「戦略自衛隊」を持つ（後述）。NERVとは反目しながらも共同して使徒殲滅作戦にあたる。実際はゼーレによって情報操作されており、戦自同様、物語の核心の蚊帳の外に置かれている。また、通常兵器は使徒のA.T.フィールドに通用しないため、対使徒戦に限れば、その攻撃は「税金の無駄遣い」と評される。車輌、艦艇には「UN」と表記されている。
戦略自衛隊（J.S.S.D.F.）
セカンドインパクト後の2003年に起こった南沙諸島を巡る中国とベトナムの紛争を機に創設された日本国国防省直轄の軍事組織。新劇場版では日本国内務省の軍事組織。劇中では「戦自」と略されることが多い。英名表記は Japan Strategy Self Defence Forces、略して「J.S.S.D.F.」。
B・C兵器やN2兵器を保有している。バレンタイン平和維持体制の下で、陸海空の3自衛隊を国連軍に編入された日本にとっては、唯一の独立した指揮系統の部隊である。その軍事力は国連軍（旧自衛隊）をも凌ぐともされ（主要大国の軍隊が名目上は国連軍の一部であるため）、世界最強の軍隊に位置づけられる。当初はNERVに開発途中の自走陽電子砲を提供する形で使徒殲滅に協力することもあった。
旧劇場版では、ゼーレの思惑によって「NERVがEVAを使って人類滅亡を謀っている」と伝えられた日本政府の命令の元、サードインパクト阻止のためNERV本部へ一個師団が侵攻し施設の大部分を占拠するが、初号機・弐号機の無力化・パイロット殺害に失敗し、サードインパクト阻止はならなかった。
旧劇場版でのNERV本部への侵攻の際には、レオパルト2A7/A10主力戦車やM551試作軽戦車、高機動車といった独自の装備の他、9A52-4やM290、UN重戦闘機などの国連軍が使用する装備も使用している（カラーリングは地上兵器は茶色、航空兵器は緑色）。また、NERV本部施設内部に突入した歩兵部隊の個人装備は任務の性格上CQB（近接戦闘）に特化した構成となっており、劇中ではH&K G11、ブローニング・ハイパワー、携帯式無反動砲、火炎放射器を使用している他、第二発令所への侵入の際にはバリスティック・シールド（個人携行用防弾盾）を用いている。戦自車輌には英語略称「J.S.S.D.F」と表記される。
セガのアミューズメント景品モデルとして、一五式腕時計・戦略自衛隊東部方面隊新富士教導団支給モデルや、レプリカバック・戦略自衛隊新習志野第101空挺団支給タイプが販売された。
戦略自衛隊技術研究所
略称は戦自研、 茨城県のつくばに技術研究本部を置く、戦略自衛隊の関連組織。テレビ版第6話および『序』でNERVがヤシマ作戦を実行するに当たり、自走陽電子砲を徴発された。

## 場所
| ●第3新東京市 仙石原 芦ノ湖 小田原 |
| 箱根山地の地形図                  |

神奈川県第3新東京市（Tokyo-3･Tokyo-III）
表向きは「第二次遷都計画に基づき、将来の首都として建設されている都市」という名目の元に建設されているが、実態はNERV本部を狙って襲来する使徒の迎撃のための対使徒迎撃要塞都市。芦ノ湖北岸に位置する。偽装されたミサイルサイロやEVAの武器、電源コードを収納した兵装ビルなどがEVAの戦闘をサポートする。地下にはジオフロントが広がっており、高層ビルを収容することが可能。
呼称は小松左京原作のSF映画『さよならジュピター』に登場する宇宙船「TOKYO-III」に因んでいる。
ジオフロント
第3新東京市の地下にある巨大な空洞。実際は球状であり、直径は13.75km。しかしその89%が土砂で埋まっており、上部に直径6km、高さ0.9kmの空洞がある。
その中央にはNERV本部があり、上部は22層にのぼる特殊装甲で防護されている。第3新東京市が戦闘態勢に入ると、それに伴いジオフロントの上部からビルが生えてくる（これは天井都市と呼ばれる）。第3新東京市には集光ビルと呼ばれる巨大反射鏡があり、それによってこの地下にも光が届くようになっている。また周りにはリニアレールが螺旋状に敷設されており、上の都市との行き来を可能にしている。その他にもEVA専用の射出台がある。その地下中心部にはセントラルドグマがあり、その先に最深部のターミナルドグマがある。なお、新劇場版ではターミナルドグマとセントラルドグマの位置関係が逆転しており、ターミナルドグマが中心部であり、セントラルドグマが最深部となっている。
この箱根にあるジオフロントの正体はリリスの卵とも言える「黒き月」であり、またリリス系の生命の魂が生まれ還る場所であるガフの部屋でもある。また、南極にも同様の巨大な球状の空洞があり、そちらも同様にジオフロントと呼ばれる。こちらは白き月と呼ばれるアダムの卵であり、アダム系の生命の魂が生まれ還るガフの部屋でもある。ただしこの白き月はセカンドインパクトの際に破壊され消滅した。
セントラルドグマ
ジオフロントの中心部に位置する。ターミナルドグマや水槽、ダミープラグ開発所、EVA素体廃棄所、射撃訓練所、MAGI（マギ）、地底湖につながっている。由来は生物学用語のセントラルドグマ。
新劇場版では、ターミナルドグマとセントラルドグマの位置関係が逆転しており、ターミナルドグマは中心部であり、セントラルドグマが最深部となっている。
ターミナルドグマ
第1使徒アダムが幽閉されているとされる、ジオフロントの最深部。使徒に侵入された場合に備え、自爆装置が設置されている。もっとも、実際に磔にされているのはアダムではなく、第2使徒リリスであった。
新劇場版では、ターミナルドグマとセントラルドグマの位置関係が逆転しており、ターミナルドグマは中心部であり、セントラルドグマが最深部となっている。
長野県第2新東京市
壊滅した旧東京に替わり、遷都された新たな首都。2001年に建造がはじまり、2003年ごろから首都としての機能を果たすようになった。所在地は長野県旧松本市。脚本では当初、長野県長野市松代町となっていた。
松代
長野県長野市松代町のこと。NERVの第2実験場が置かれており、EVA3号機の起動実験が行われた。MAGI 2号も置かれている。
旧東京市三鷹区
東京都心はセカンドインパクトとその1週間後に投下された新型爆弾により荒廃、日本政府はその再建を放棄し、東京都を廃止して「旧東京市」とした。
漫画版においては、第3新東京市に来る前のシンジが預けられていた親戚の家の所在地でもあったが、こちらでは「東京都三鷹市」となっている。
第28放置區域
水没した後に干拓された、旧東京都心部の一区域の名称。日本重化学工業共同体の実験機「J.A.（ジェットアローン）」の実験場になった。
神奈川県新横須賀市
国連海軍の基地があり、艦隊が停泊している港街。かつて在日米海軍基地があった横須賀市は水没したため、一部水没した小田原市を改称整備し、再建したもの。近くには第3新東京国際空港もある。

## 兵器
N2兵器（エヌツーへいき）
国連軍・戦略自衛隊が保有する武器のなかで、最大級の破壊力を持つ兵器のこと。地図を描き直さなければならないほど地形を吹き飛ばす威力があるが、使徒に対しては足止め程度にしかならない。N2地雷、N2爆雷、N2航空爆雷などがある。N2とはNo Nuclearの頭文字をとったものとされるが、水素爆弾の起爆剤に「反物質」を使用した純粋水爆という説もある（反応兵器、窒素爆弾も参照）。漫画版当初では「NN兵器」と表記されていた。庵野秀明と親しく本作品にも参加している樋口真嗣が監督した、2006年版の映画『日本沈没』にもN2爆薬が登場する。
J.A.（ジェットアローン/JET ALONE）
第7話に登場。EVAの開発に対抗して日本重化学工業共同体・通産省・防衛庁が共同で開発した人型ロボット。遠隔操作で制御されており、パイロットは搭乗しない。核分裂炉を搭載し、150日間無補給で行動が可能だが、メルトダウンなど現行の原子炉と同等の危険も抱えている。 ロボットゆえにA.T.フィールドの展開や中和はできないが、開発責任者の時田シロウは「それも時間の問題」と意に介していない。戦略自衛隊は表向きは開発に関与していないとされるが、実際は技術提供などを行っている。J.A.の存在を邪魔と考えたゲンドウの策略によってOSを書き換えられて暴走し、計画は中止された。
名前の由来は『ゴジラ対メガロ』に登場したロボットの名前「ジェットジャガー」と、この元になった映画公開前に発表された一般公募作品「レッドアローン」より。
ゲーム『新世紀エヴァンゲリオン2』では、条件を満たすと改良型「J.A.改」（ジェットアローン改）が登場する。デザインは新規に描き起こされたものである。動力源にN2リアクターを採用したために放射能汚染の心配は無くなったが、機体冷却用に水源を近辺に確保し、常に冷却用の水を取り込み続ける必要がある。NERVへの対抗意識から完成を早めるため、本来手足の駆動実験機に過ぎなかった機体に原子炉を搭載して間に合わせたものがJ.A.と設定されている。攻撃方法は、胴体ごと腕を1回転させて持っているハンマーで殴りつける、相手を掴んで手首にある放電装置から強力な電流を相手に送り込むという、2つの方法がある。これらの攻撃は、A.T.フィールドを持たないJ.A.改でもEVA量産型の撃破に十分なほどの威力を持っている。なお、同名の機体が『エヴァンゲリオン ANIMA』にも登場する。
『シン』では同型機「J.A.-02」が登場。NERVユーロ支部に残存していたものをWILLEが奪取し、EVA 2号機の修復のために流用した。

## その他

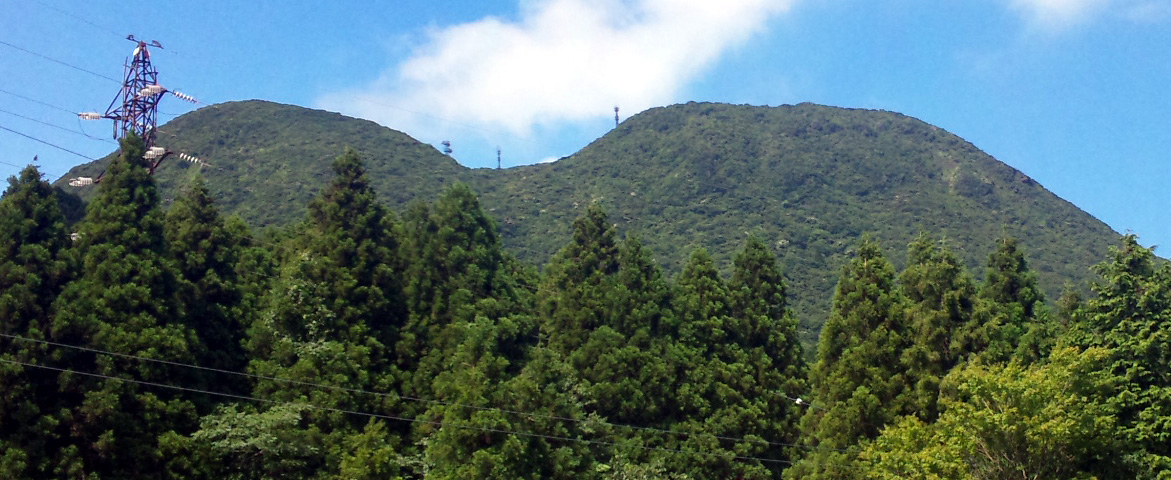
実際の二子山（右が下二子山）

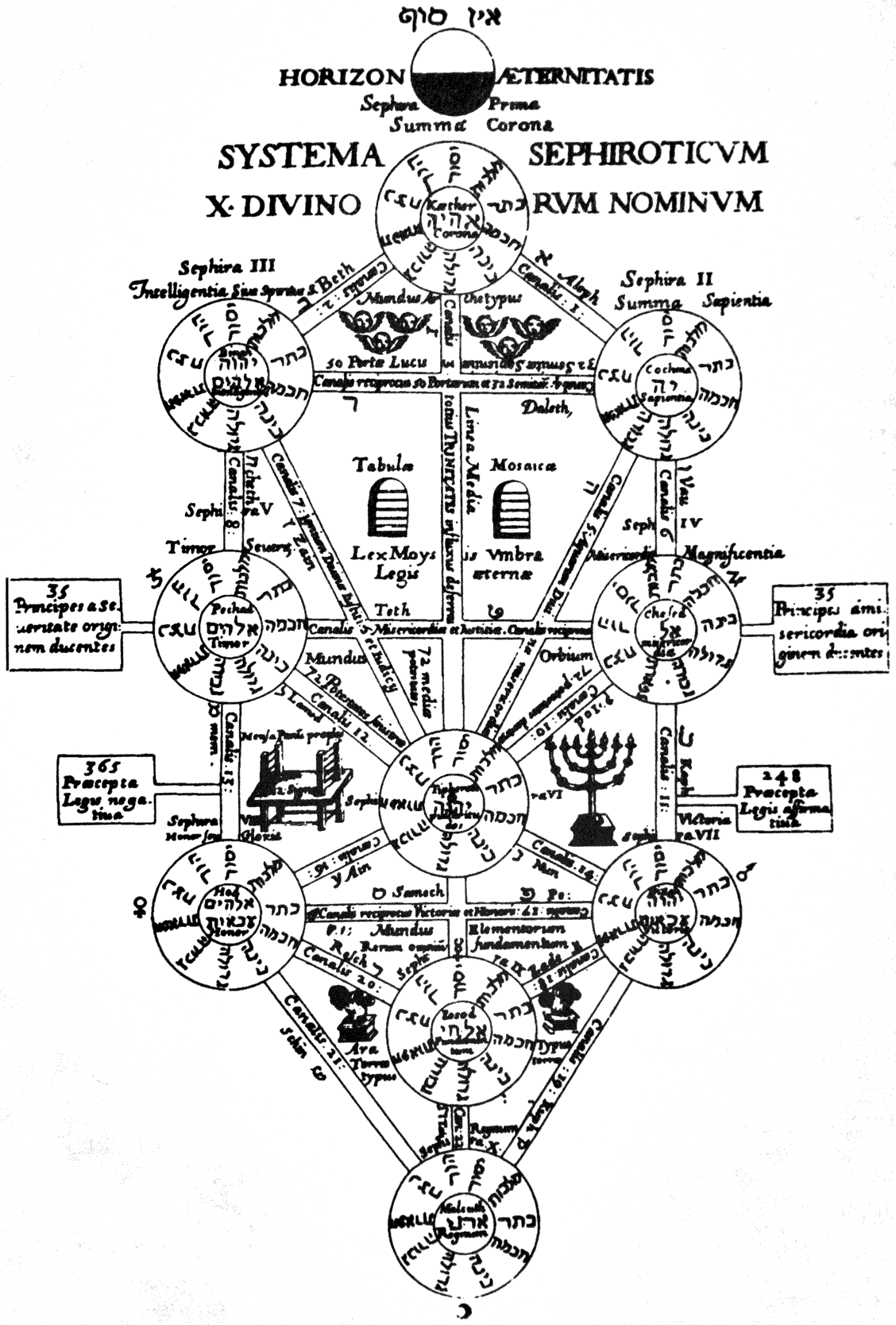
OPに出てくるセフィロトの樹

死海文書
ゼーレが所持する謎の古文書。使徒の出現とサードインパクトの預言が記されている。実際に存在する死海文書とは別のものであり、ゼーレが所持するものはそれと区別して「裏死海文書」と呼ばれる。こちらはテレビアニメOPの最後のカットに出てくる天使文字（エノク語）で書かれている。
『新世紀エヴァンゲリオン2』によれば、アダム（第一始祖民族ともされる）が地球に来て使徒を生んだ後に、自身を見失った時のために記した生命の種やロンギヌスの槍の使い方を記したマニュアルや運用時の計画書を、ゼーレの前身となる宗教団体が自身の教義に当てはめつつ写本したものが死海文書であり、そのうち特に重要でゼーレが秘匿したものが裏死海文書だとされる。なお、リリスも同様の計画書を残していたかは語られていない。
新劇場版では裏死海文書に該当するものは「死海文書外典」と名称が変更されている。
ファーストインパクト
ジャイアントインパクトを元に作られたエヴァンゲリオンの世界では約40億年前に起きたとされる出来事。最初、アダムの卵である「白き月」が地球の南極に落下する。第1使徒アダムは第3 - 第17使徒を生み出した。その後、リリスの卵である「黒き月」が地球の箱根（後のネルフ本部）に落下した。この黒き月との衝突がファーストインパクトであると漫画版と新世紀エヴァンゲリオン2で述べられている。この時の衝撃で、アダムやその他の使徒も眠りにつく。また、その時の小天体の残骸が衛星である月になったとされる。ただし、アニメ本編では「白き月」の場面でジャイアントインパクトと併記されており、エヴァンゲリオン・クロニクルもこれに付随する形で説明されている。
セカンドインパクト
2000年9月13日に起きた世界規模の大災害。一般には大質量隕石が超高速で南極大陸に衝突したことによると説明されている。40億年前に起きたとされるファーストインパクト以来の大災害ということで、セカンドインパクトと称された。地軸が移動するほどの大爆発により南極大陸は消滅し、津波と海面水位の上昇により多くの都市が水没、日本では四季が無くなり夏が年中続くようになった。また、印パ国境の難民同士の衝突を契機に地域紛争が世界各地で発生し、戦争による被害も甚大なものとなった。それに巻き込まれたことによって当時の日本の首都東京に新型爆弾が投下され、東京は消滅した。
NERV職員など情報筋には、調査中であった第1使徒アダムが謎の大爆発を起こしたと説明されているが、それすらも欺瞞であった。実際は、アダムと使徒の接触で起こるとされる大爆発（後に「サードインパクト」と呼称されることになる現象）による人類の滅亡を防ぐため、他の使徒が目覚める前にアダムを卵にまで還元しようとした結果、その際に生じた副次的なエネルギーによるものであった。緊急避難的だったとはいえ、ゼーレによる仕組まれた人災と評することもできる。
新劇場版では発生日時や具体的な出来事は明言されず、「15年前に発生し、人類の半数が失われた」とのみ語られる。旧世紀版とは異なり世界中の海が赤く染まり、海洋生態系は完全に失われている。爆心地である南極は同心円状の模様に覆われ、中心のくぼみには4本の十字架が立っている。
14年後の『シン』では爆心地にはカルヴァリーベースが存在し、中心には地獄の門（ガフの扉）が、上空は厚いL結界の層で覆われ、その上層には多数のエヴァインフィニティが浮遊している。新劇場版におけるセカンドインパクトは副次的な災害ではなく、ミサトの父である葛城博士が自らの仮説を実証するために人為的に起こした海の浄化の儀式であったことがゲンドウにより明かされた。サードインパクトと同等の現象が起きたとすると、赤い海はコア化していると考えられる。
サードインパクト
使徒がNERV本部地下のアダム（リリス）と接触することで起こるとされるセカンドインパクトと同等の現象のこと。
人類補完計画を目論むゼーレや碇ゲンドウらは、これを使徒の手ではなく、条件を整えた上で人の手で起こすことで、人類を完全な単体生物へと人工進化させようと目論んでいた。
新劇場版では『破』から『Q』までに至る空白の14年間にセントラルドグマ最深部を爆心地として発生した。その結果リリスは死に、地球全土が赤く染まり、大量のエヴァインフィニティが発生、文明社会は崩壊。最終的に加持リョウジが自らを犠牲として収束させた。現象そのものの描写はほとんどなく、その結果としての跡地のみ登場している。『シン』ではサードインパクトは大地の浄化の儀式であったことがゲンドウにより明かされる。なお、『Q』以降では、サードインパクトの発端となる事象はニアサードインパクト（ニアサー）と呼ばれている。
E計画
人類補完計画、アダム計画と並ぶNERVが進める3大計画の一つであり、その中でも最初に着手された計画。「アダム再生計画」の通称であり、アダムのコピーを生み出す計画である。これにより建造されたのがEVAであり、2015年までに3体のEVAの実用化に成功していた。
アダム計画
人類補完計画、E計画と並ぶNERVが進める3大計画の一つ。セカンドインパクトで消滅した第1使徒アダムの復元を目的とした計画であり、補完計画と同時に立案された。それは肉体と魂の両方からアプローチがなされ、加持リョウジから碇ゲンドウに横流しされた胎児状のアダムが肉体を復元したものであり、魂はゼーレにより人型の肉体を与えられ、渚カヲルとして復活する。
人類補完計画
本作品における最大の謎。E計画、アダム計画と並ぶNERVが進める3大計画の一つだが、その中でも最も重要なものとされる。テレビ版ではその発動が暗示されたものの「自己啓発セミナー」（大塚英志）のような描写にとどまり詳細は明らかにされなかった（詳細は新世紀エヴァンゲリオン#最終2話を参照）。
ゼーレの補完計画については、旧劇場版で「（エヴァを使って）出来損ないの群体として既に行き詰まった人類を完全な単体としての生命に人工進化させる補完計画」というセリフがある。しかしゼーレとゲンドウ（冬月）では、方向性が異なっており、最終的には亀裂が顕在化し対立することになる。
ゼーレの補完計画に必要なマテリアルは、リリス・アダム・ロンギヌスの槍・EVAだとされ、ゼーレの当初の計画では、EVAシリーズにより人類のガフの部屋であるリリスの卵・黒き月を掘り起こしたのち、ロンギヌスの槍を用い、リリスを依り代にサードインパクトを発生させ、ガフの部屋への回帰から新生を目指すものだったとされる。
しかしほとんどのマテリアルがゲンドウの手中にある上、ゼーレはロンギヌスの槍を失ったことでリリスによる直接の補完は不可能と判断し、唯一リリスの分身たる初号機による遂行を望み、パイロットの抹殺および残るEVA2体の確保を目指すが、失敗。ゼーレは量産型9体のEVAを投入し、初号機が出現してロンギヌスの槍を召還したのを契機に、シンジを乗せたままではあるが、半ば強制的に初号機を依り代とした補完計画の儀式を開始する。
S2機関を解放しアンチA.T.フィールドを展開したEVAシリーズにより黒き月が掘り起こされ、初号機の元にアダムを取り込んだリリス＝レイが現れたことで、全てのマテリアルが揃う。初号機はシンジのデストルドーによりロンギヌスの槍の侵食を受け、知恵の実と生命の実が融合され生命の樹へと還元される。そしてシンジが世界の終わりを望んだことで、リリスによりガフの扉が開かれ、強大なアンチA.T.フィールドにより全ての生命はL.C.L.へと還元され、初号機もリリスに取り込まれる。そして人類の魂はリリスを介して黒き月＝ガフの部屋に導き還され、魂は一つに補完される。
しかし完全な単体生命として新生する直前に、レイ＝リリスの呼びかけにシンジのリビドーが復活し、シンジが他者の存在を望んだことで黒き月は崩壊し、人々の魂はバラバラに地上へと散らばり、人類は完全な単体生命として新生する事なく補完計画は失敗に終わる。
一方、ゲンドウの補完計画は『新世紀エヴァンゲリオン2』によれば、自身のアダムと、レイ＝リリスとの融合を経て、旧劇場版同様に巨大なレイの姿となったリリスの強大なアンチA.T.フィールドにより全ての生命をL.C.L.へと還元し、人類の魂を二つの実を持ち神と等しき存在となっている初号機（ユイ）の元へと導き、合一させる計画だとされる。ただし実際はユイと再会することが真の目的であり、ゲンドウが初号機にこだわり、初号機において神への道を目指したのはそのためだとされる。しかし、旧劇場版ではレイがシンジとの絆を選び、離反したために失敗に終わる。
漫画版でも同様の補完計画が展開されるが、二つの計画の違いは、神に贖罪し神の子としての新生を目指すのがゼーレの計画であり、神そのものを目指すのがゲンドウの計画だと示唆されている。
また『新世紀エヴァンゲリオン2』では、アダムやリリスなる生命の創造主は、元々遥か遠くの失われる運命にあった星より、多くの魂と共に月に乗り飛来してきた存在であり、旅立つ前には生命の実か知恵の実かを選ばされたという。しかしリリスが選ぶ時にはすでに生命の実はアダムにより持ち去られた後であり、リリスは知恵の実だけでなく生命の実をも欲し、アダムを追って地球へ飛来したとされる。そしてアダムから生命の実を奪い返し（奪い取り）、自らの子である人類を完全にしたいという思いがあり、人類もまた同様に生命の実を欲していることから、自身に生命の実をもたらして欲しいと述べる描写が存在する。
新劇場版でもゼーレとゲンドウが人類補完計画を推進しており、旧世紀版と同様にそれぞれ別の思惑を持っていることが描写されている。ただし、計画の提唱者はミサトの父である葛城博士とされた。
『Q』でのカヲルのセリフによれば、「（リリンが）自らを人工的に進化させるため」「古の生命体を贄とし、生命の実を与えた新たな生命体を作り出す」のがNERVの人類補完計画である。『シン』でのゲンドウのセリフによれば、一連の儀式によって全ての魂を浄化しコアに変え、エヴァインフィニティに同化させるのが葛城博士の人類補完計画である。また知恵の実を食した人類は使徒に滅ぼされるか、使徒を滅ぼし知恵を失い永遠に生きる神の子と化すしかなく、後者を選択したゼーレのアダムスを利用するのがNERVの人類補完計画であるという。
バレンタイン休戦臨時条約
前年に起きたセカンドインパクトによる混乱が続き、東京への新型爆弾投下、世界規模の紛争などが相次いだ2001年2月14日にそれらの終息を目的として調印された条約。
MAGI（マギ）
NERV本部施設の運用やEVAシリーズのサポート、第3新東京市の市政に利用されている、スーパーコンピュータシステム。第7世代有機コンピュータとされる。メルキオール（MELCHIOR）、バルタザール（BALTHASAR）、カスパー（CASPER）という3つの独立したシステムによる合議制をとり、人間の持つジレンマを再現している。MAGIシステム自体は赤木ナオコ博士によって開発された人格移植OSの第1号でもあり、メルキオール、バルタザール、カスパーのそれぞれに、自身の科学者としての、母としての、女としての思考パターンが移植されておりそれぞれプログラムも異なっている。第3話の第4使徒シャムシエルを分析中、「解析不能」を意味する「601」を出力するが、これはSF映画『アンドロメダ…』を元ネタとしている。旧劇場版第25話で「MAGIの占拠は本部のそれと同義」と言われるほど重要な存在であり、ゼーレはMAGIオリジナルのハッキングに失敗したために戦自による実力行使に乗り出すことになった。第14使徒ゼルエル戦で第一発令所が損傷したため、予備の第二発令所に移設された。
第3新東京市のオリジナル以外に少なくとも、松代（日本）、マサチューセッツ（米国）、北京（中国）、ベルリン（ドイツ）、ハンブルク（ドイツ）にも同様のコンピュータシステムがある。名称の由来はイエス・キリスト誕生の際現れた東方より来たりし3賢者（マギ）から。
なお、産業技術総合研究所生命情報科学研究センターにMagi systemと呼ばれる、Casper、Balthazar、Mary、Melchiorと名付けられた4つのシステムから構成される実在の大規模PCクラスタがあるが、これは「超並列ゲノム情報解析システム」の英語の頭文字を組み合わせである「MAGI」と、関係者に本作品のファンがおり、本作品に因んだ命名をしたとのインタビューが明らかにされている。
ヤシマ作戦
第6話で実施された第5使徒ラミエル殲滅作戦の名称で、作戦立案者で実施責任者の葛城ミサト一尉によって命名された。強固なA.T.フィールドを展開し、一定範囲内に侵入する敵に対して強力な荷電粒子ビームを放つ第5使徒に対して、日本中から接収した大電力を用いた陽電子砲による超長距離狙撃を行なう作戦である。MAGIの計算によるこの作戦の成功確率は、8.7%であった。
陽電子砲は戦略自衛隊技術研究所で開発中のものを徴発、狙撃は箱根下二子山から行われた。第1射は敵過粒子砲との干渉で失敗、反撃から初号機を庇った零号機が大破するも、第2射の命中によって第5使徒は撃破された。
作戦名の由来は、狙撃戦ということから屋島の戦いにおいて那須与一が平家の揚げた扇の要を射落とした故事と、日本全国から電力を集めたことから古事記巻第一神代上第四段に見られる日本の古称である「大八洲国」の2つに拠る。旧世紀版では前者、新劇場版では後者の由来のみが赤木リツコによって語られている。
2011年の東北地方太平洋沖地震による東日本の火力発電所などの被災、ならびに同地震に誘発された福島第一原子力発電所事故によって、東京電力・東北電力管内において深刻な電力不足が発生し節電の徹底が必要となった。このときアニメファンを中心にこれを本作品になぞらえ「ヤシマ作戦」と呼称してTwitterやmixiなどで呼びかける動きが広まり、本作品出演者のブログや劇場版制作者の公式ブログにもこれを歓迎するコメントが掲載された。ただし原作とは節電以外に何の共通点もない。また、現実には東日本と西日本では供給されている交流電流の周波数が異なり、周波数境界を越えて送電できる電力は2011年3月時点で100万kW（不足すると予想される電力の10分の1以下）に過ぎなかった。当時、西日本の電力会社各社は既に限度一杯の送電を行っており、過度の節電は不要とコメントした。この運動について、ネット上ではスラックティビズムであるとして否定的な意見もあったとされる。
白き月
アダムの卵。アダムより生み出される使徒の魂が生まれ、また還るところでもあるガフの部屋であり、南極に位置するジオフロントはこれである。ゼーレの出資により派遣された葛城調査隊により第1使徒アダムが発見され、その調査中に起こったセカンドインパクトにより消滅したとされる。
黒き月
リリスの卵。漫画や『新世紀エヴァンゲリオン2』では、この黒き月を運んできた小天体との衝突が、衛星である月の形成の原因だとされる（ファーストインパクト）。全ての人間の魂が生まれ、また還るところでもあるガフの部屋である。日本の第3新東京市地下のジオフロントに位置し、その実体でもある。第2使徒リリスはここにいた。
新劇場版では『Q』で初めて全容が露わになる。形状が大幅に変化しており、クレーターがある隕石と螺旋の紋様が刻まれた杯が結合したかのような形状をしており、横たわった時の大きさは富士山を軽々と凌駕するほどのもの。フォースインパクトの始まりの儀式の際に地中から現れ、空に浮かぶNERV本部にかなり接近したが、関連性は不明。また『序』では内部は生物的な様相を呈していた。『シン』ではNERVによって「槍」の素材に強制流用され、旧南極・セカンドインパクト爆心跡のガフの扉に投下されてフォースインパクトを起こした。

生命の樹
旧劇場版第26話において、生命の実と知恵の実の両方を手にし神と等しき存在となっていた初号機が、ロンギヌスの槍の侵食を受け、二つの実が融合され、命の胎芽たるものへと還元された姿。上下だけでなく前後にも幹が生えており、立体的な十字架のような形をとる。ユダヤ教カバラにおける生命の樹の一つである「さかさまの樹」と呼ばれるもの。
『シン』では、フォースインパクト発生時にセカンドインパクト爆心跡から発生したエヴァインフィニティが同様の形に集合した。
セフィロトの樹
旧劇場版第26話において、EVAシリーズによって空中に描かれた巨大な紋様。ユダヤ教カバラにおける代表的な生命の樹であり、精神界の三次元的イメージの実体を図形的に表現したもの。また人間にとって到達可能な最高度の精神までの道筋が示されている他、瞑想の階梯図として、認識に至る地図として、人類の予定された歴史など、様々に読み解くことができるとされる。碇ゲンドウの執務室やOPにも同様のものが描かれていた。
ガフの部屋
全ての生命の魂が入れられている部屋、場、座であり、生命はこの部屋で魂を授かり、生まれ、また魂が還るところでもある。白き月と黒き月がガフの部屋に該当し（つまり2つある）、白き月は使徒（アダム系）の、黒き月は人間（リリス系）のガフの部屋である。第23話におけるリツコの「ガフの部屋は空っぽだった」という台詞が初出であり、これは白き月のガフの部屋が空っぽだったことを示す（人間のガフの部屋は空っぽではない）。それ以外の説明はなかったため、旧劇場版公開まで謎とされていた。
ガフの扉
旧劇場版のスクリプトや絵コンテから、ガフの扉は始祖（アダムやリリス）の掌に開く亀裂だと思われ、その扉が開くことは、世界の始まりと終局がもたらされることと同義だとされる。旧劇場版では、巨大化したリリスの掌のガフの扉が開くと同時にサードインパクトが発生し、人類の魂はこのリリスのガフの扉を通して、ガフの部屋＝黒き月へと導き還されていった。またビデオフォーマット版第21話のセカンドインパクトの映像でも「ガフの扉が開くと同時に…」というセリフが登場する。
新劇場版では『破』の時に擬似シン化形態の初号機が、『Q』の時に第13号機がガフの扉を開いた。その有様は旧とは異なり、トリガーとなったEVAの頭上に開くブラックホールのような穴であり、それを中心に赤黒い同心円状の渦が世界中に広がっていく描写となっている。
デストルドー反応
第20話および劇場版26話で登場。「きゅうえりあ」に登場し、自我の再構成を拒んだり（第20話）具体化（形而下化）されると自我がもたない（劇場版26話）とされる。第20話では、デストルドー反応の発生によりシンジのL.C.L.からのサルベージが阻害された。
元は心理学用語で、フロイトの提唱した精神分析学用語で「死へ向かおうとする欲動」のこと。デストルドー参照。
S-DAT
シンジがいつも持ち歩いているオーディオプレイヤーの対応規格、またはそのもの。DATの一種であるが、現実世界ではS-DATは商品化されていない。
新劇場版では、シンジが持っているS-DATプレイヤーは父・ゲンドウから幼いときに貰ったものであると語られている。
非常事態宣言（特別非常事態宣言）
使徒が日本に接近すると、日本政府より「非常事態宣言」が発令される。当宣言が発令されると発令範囲内の全市民（政府要人含む）がシェルターなどに避難する。この時、鉄道は直ちに運行を停止し、高速道路は通行止めとなり、公衆電話も不通となる。
『破』ではモノレールに乗車中に発令された場合、最寄りの「退避ステーション」に退避するもよう。発令範囲は旧世紀版では「東海地方を中心とした関東、中部全域」。
なお、実際の日本では現行法において「緊急事態宣言」が存在する。1954年（昭和29年）までは「国家非常事態」を布告する権限が定められていたが、法改正などにより現在の「緊急事態」に統一された。しかし、緊急事態宣言と非常事態宣言の意味の違いは無い。

## 新劇場版で初出の用語

### エヴァンゲリオン（新劇場版）
裏コード「ザ・ビースト」
『破』で登場した、2号機に隠されていた「ヒトを捨て、戦闘に特化させた形態」と称される戦闘形態「獣化第2形態」を起動させるコマンド。機体の全リミッターが強制解除されると共に背部を中心とした拘束具がパージされて筋肉が露出し、戦闘方法も手で引き裂く、牙で噛み付くといった獣に近いスタイルになる。マリの音声入力によって2号機がこの形態に移行させられ、第10の使徒に食い下がる活躍を見せるものの、敗北した。発動中はプラグスーツ各所の小さな円形パーツが回転し、緑色に発光する。また、機体の活動限界を知らせるモニタの画像が乱れたり、パイロットについてはマリの両目も緑色に発光した上、凶暴な性格を露にするといった変化が見られた。また、プラグ深度も汚染区域に突入しかけており、パイロットにもリスクが大きいらしい。他のEVAにこの機能があるかは不明だが、テレビアニメ『新幹線変形ロボ シンカリオンZ』とコラボレーションした同作第21話には「初号機のビーストモード」をイメージした敵がデザインされ登場している。
テレビ版第2話のサブタイトルにあるように、直訳は「獣」だが定冠詞（The）がつくと「悪魔」という意味になる。
コード777（トリプルセブン）
『Q』において修復・改造された改2号機に使用された「獣化第4形態（第2種）」を起動させるコマンド。アスカの音声入力によって外見上は裏コード「ザ・ビースト」に酷似したものへ移行したが、それよりさらに多くの牙や長い尾が生え、リミッターは全て外部にパージされた。裏コード「ザ・ビースト」同様、他のEVAにこの機能があるかは不明。
2021年1月に公開されたIMAX版（3.333）においては「裏コード777（スリーセブン）」に呼称が変更されている。
裏コード999（スリーナイン）
『シン』において修復・改造された新2号機に搭載された裏コード。搭乗者の使徒化と同時に、エンジェルブラッド（使徒の血）を注入することで覚醒状態となる。これも他のEVAにあるかは不明。
疑似シン化第1覚醒形態
第10使徒戦において、シンジの意思に呼応するかのように覚醒した初号機の形態のこと。機体のグリーンの部分は紅くなり、頭上には光輪が出現し、強力なA.T.フィールドを駆使した攻防を見せたり、目から強力なビームを放つようになる。搭乗しているシンジの目も紅く発光し、リツコが「ヒトに戻れなくなる」と叫んで彼を制止しようとしたことから、パイロットにも何らかの大きな肉体的・精神的変化を及ぼすものである模様。第10の使徒からレイを救出する際には浮遊するようになると共に、光輪は中心に黒い穴を持つ赤黒い同心円状の渦へと変化し、パイロットも含めた全身がエネルギーの凝縮体へと変容していった。リツコは「エヴァ本来の姿を取り戻していく」、「神に近い存在へと変わっていく」などと表現している。
疑似シン化第2形態
第10使徒戦において、疑似シン化第1覚醒形態となった初号機が、巨大なレイ（サルベージした零号機のコアを基点に形象崩壊した使徒の液体が集まったもの）と融合し、光り輝く姿となった形態のこと。白い光の身体の中に、赤い血管状の光が通っている。通称「光の巨人」。これにより第3新東京市上空には巨大なガフの扉が開かれ、都市は壊滅状態となった。背中からはいくつもの光の翼が天に伸び、姿はヒトではないものへと変わっていくが、その直後に降臨したMark.06から投擲されたカシウスの槍によって止められた。
疑似シン化第3+形態（推定）
『Q』で第13号機が第12の使徒を吸収した結果、初号機の疑似シン化形態をも超えた覚醒を起こした形態のこと。全身が白く輝き、頭上に2重の光輪が現れ、肩パーツが翼のようなものに変化している。
ADAMS（アダムス）
『破』のセカンドインパクトの回想に登場する、翼を持つ4体の「光の巨人たち」の総称。テレビ版の第1使徒アダムに相当する存在であるが、輝く姿であること、球状のコアを胴体・頭部のいずれかに持つ以外、大幅にデザインが異なる。Mark.09～Mark.12が「アダムスの器」、第13号機が「アダムスの生き残り」と呼ばれるなど、EVA・使徒とも何らかの関係性を持つ模様。
ネーメズィスシリーズ
『Q』でヴンダーを襲撃したコード4Cの呼称。

DSSチョーカー
正式名称は「Deification Shutdown System Choker」。装着者がEVAを覚醒させた場合に爆殺する首輪型爆弾で、使徒封印用呪詛文様が刻まれている。リツコ曰く、「私たちの不信と貴方（シンジ）への罰の象徴」。
『Q』では目を覚ましたシンジの首に取り付けられていた。その後カヲルによってカヲルの首に付け移され、第13号機の覚醒に伴って作動しカヲルを爆殺した。
『シン』ではアスカやマリの首にも装着されており、使徒化したアスカに対して起動したものの処分には失敗した。初号機に再搭乗する前にシンジが自身に装着し、これはネオンジェネシス後も残存した。
エヴァの呪縛
『Q』で明らかになった設定。EVAのパイロットは頭髪を除いた身体変化が起きなくなり、食事を必要とせず水だけで生きていけるようになる。睡眠はしようとしてもできないようである。
シンジは『シン』時点でも「リリンもどき」であり、食事を摂らないと生きていけない。
エヴァインフィニティ
『Q』『シン』に登場。ニアサードインパクトとサードインパクトを経て、地球上に大量に発生した生命体。第三新東京市跡にあるエヴァインフィニティは形の崩れたEVAのような赤い巨人の姿をしており、セカンドインパクト爆心地の南極にあるものは首なしの赤い初号機のような姿をしている。ゲンドウはこのエヴァのコアに全ての生命の魂を集め、完全なる生命体とする「フォースインパクト」を発動した。
『Q』では、セントラルドグマ最深部へと続くメインシャフトの壁面にインフィニティへ進化しきれなかった残骸が登場し、カヲルからは「インフィニティのなり損ない」と評される。NERV本部地下のセントラルドグマには首無しの死体と大量の頭蓋骨が転がっているほか、地上では首無しでも稼働するインフィニティがいくつか存在しており、独りでにゆっくりと動き回る行動を取るものは「ハイカイ」と呼ばれる。
『3.0（-46h）』では、発生した赤い初号機のような巨人の首が落ちるシーンや巨人の周辺がコア化していく様子が描写されている。
エヴァンゲリオンイマジナリー
『シン』に登場。葛城博士が予測した、現世には存在しない想像上の架空のEVA。虚構と現実を等しく信じる生物である人類だけが認知できる。シンジの記憶では黒いリリスのような姿として映った。
ロンギヌスの槍とカシウスの槍を吸収してアディショナルインパクトが発動した後、巨大な綾波レイのような姿（旧劇場版のリリスのような姿）に変化して現世に現れたが、最終的にはシンジが「エヴァがなくてもいい世界」を望んだことで崩壊した。

### 組織（新劇場版）
NERV・ユーロ支部（ユーロ・NERV）
特務機関NERVの欧州支部。詳細は不明だが『シン』ではフランス・パリのエトワール凱旋門周辺に保管施設が設置されていた。EVA2号機が本部の指揮下に移ってからもパスを保有し続けるなど、必ずしも協力的ではない。
NERV・北米支部（北米NERV）
特務機関NERVの北米支部。3・4号機を建造していたが4号機の事故によって第2支部を喪失し、3号機を本部に譲渡した。位置は不明だが、3号機搬出のシーンでは山脈とビュートの立ち並ぶ砂漠にピラミッド様の建造物をもつ巨大施設が登場する。
海洋生物研究所
国際環境機関法人日本海洋生態系保存研究機構の下にある施設。第3新東京市の沖合いに建設され、現在の赤い海をセカンドインパクト前の海に戻す研究を行っている。上空から見た施設の形状は、生命の樹に酷似している。
セカンドインパクト以前の海の環境が人工的に再現されており、内部では魚類やクラゲ、ペンギン、カメなど、セカンドインパクトで野生絶滅した海洋生物が飼育されている。『破』ではシンジたちが社会科見学に訪れたが、内部環境を保全するために滅菌設備は厳重を極め、入場時には何重もの滅菌が必要であった。
IPEA
2号機の封印を担当した組織で、EVAの封印格納地下式サイロを運用している他、仮設5号機の起動時にもシステムの製造元として名前が現れる。正式名称は「International Project Evangelion Agency」。NERVとは別の組織で、かつ「UN IPEA」との表記が確認できる。ロゴマークは国際原子力機関（IAEA）のマークと三つ目のEVAを組み合わせたようなもの。
WILLE（ヴィレ）
葛城ミサトをはじめとした旧NERV職員を中心とする反NERV組織。NERVの壊滅を目的に活動している。名称はドイツ語で「意思」の意味。ミサト以外の全員が水色のバンダナを左腕や襟元に巻いているが、このバンダナはNERVから離反する際に敵味方識別のために用いたもので、「赤く染まった大地を海をこの色に取り戻す」ことをイメージしている。ミサトは加持の形見であるバンダナ（一部が血で染まっている）を所持しており、『シン』での最終決戦時に初めて身につけた。
KREDIT（クレーディト）
WILLEによる支援組織。ニアサードインパクトを生き残った者たちの生活支援を行っている。元々はWILLEが直接運営していたが、最終決戦を前に独立運営に変更された。ドイツ語で「信用」の意味。

### 場所（新劇場版）

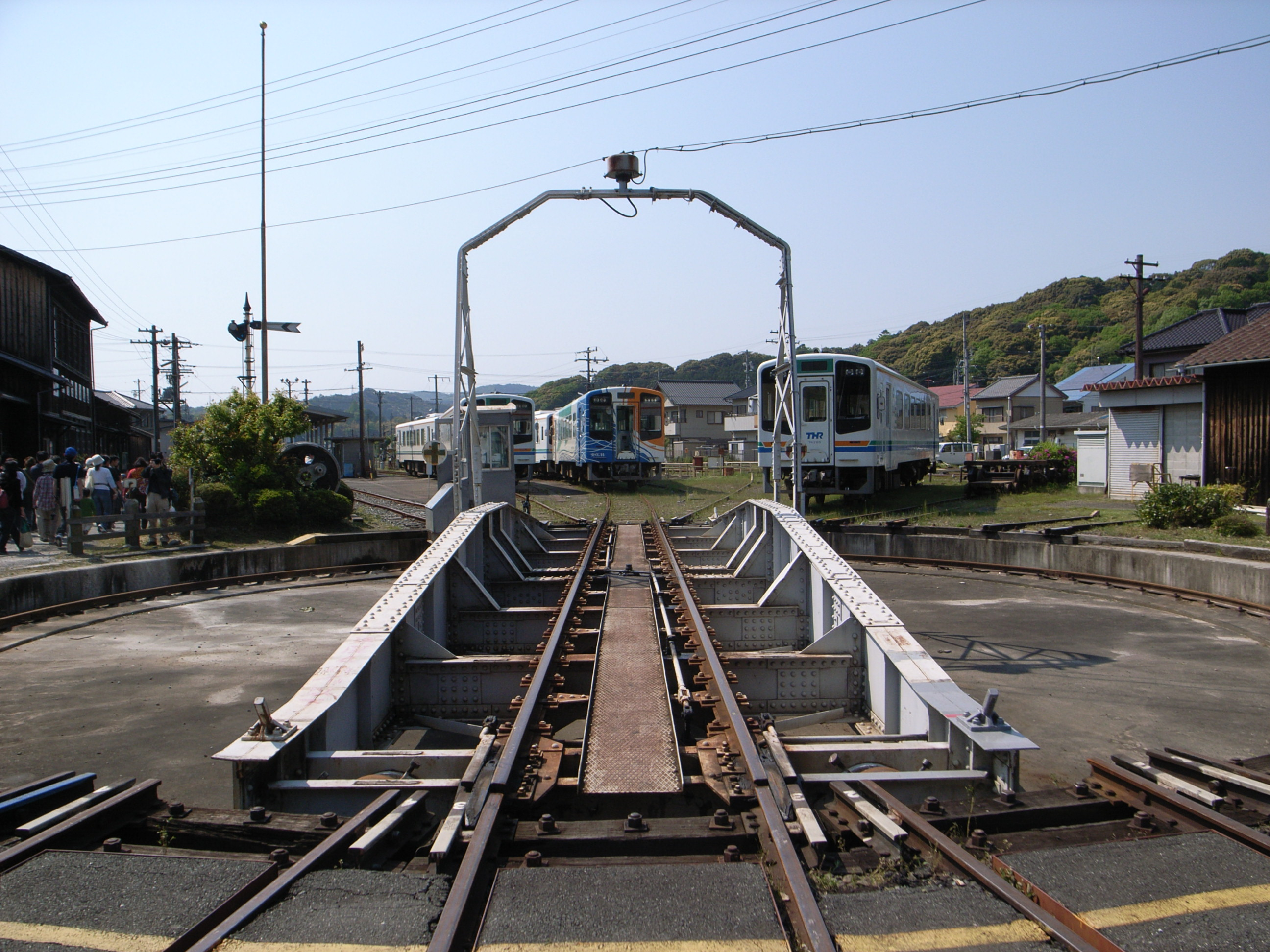
第3村モデル地・天竜二俣駅

レベルEEE（トリプルイー）
NERV本部セントラルドグマ最深部であり、旧作でいうターミナルドグマのこと。なお、新劇場版ではターミナルドグマとセントラルドグマの位置関係が逆転している。
ベタニアベース
北極にある特務機関NERVの基地。第3の使徒が封印されていた。独自に「マルドゥック計画」を進めていたが、ゲンドウの指示を受けた加持の工作によって第3の使徒と仮設5号機を喪失し、計画は頓挫した。第3の使徒を用いた研究を行っていたらしく、その結果として人類の力のみでは使徒を止めることはできないことが判明した。なお、ベタニアはイエスがラザロを生き返らせた町の名前。
辺獄エリア
ベタニアベース内部のエリア名。第3の使徒をここで食い止めようとしたが失敗した。
アケロン
ベタニアベース上部の呪詛文様が刻まれた円柱が並ぶ場所。なお、アケロンは、地下を流れる川（ステュクス）の支流とされる川の名前。
タブハベース
月面にあるゼーレ関連の基地。Mark.06が建造された場所であるが、NERV最高司令のゲンドウでさえ着陸の許可が下りなかった。なお、タブハはイエスがパンと魚の奇跡を起こした町の名前。
ゴルゴダベース
初号機に搭載されたダミーシステムの搬送元。なお、ゴルゴダはイエスが処刑された場所。
カルヴァリーベース
セカンドインパクトの爆心地になった、南極の研究基地。
第3村（だいさんむら）

『シン』で登場する、ニアサードインパクトで生き残った人々が暮らす人口1000人程度の村。扇形庫と転車台のある鉄道車両基地の跡地で、一帯はWILLEの設置した（曰く「置き土産」）封印柱によってコア化を免れており、元鉄道施設建屋や立ち並んだプレハブ小屋が住居になっている。かつてのインフラはほとんどが修理不能として放棄されており、人々の生活はKREDITの支援と農耕・採集に頼っている。他にも生存者が暮らす村が存在することが示唆されている。
村の一部は天竜浜名湖鉄道・天竜二俣駅をモデルとしており、2021年8月1日から9月26日までの期間限定で駅名標などが「第3村駅」に変更された。
マイナス宇宙
ガフの扉の向こう側に広がる空間。「裏宇宙」とも呼ばれている。
ゴルゴダオブジェクト
マイナス宇宙に存在する十字架様の物体。ゲンドウによれば、人ではない何者かがアダムスと6本の槍とともに神の世界をここに残した。また、ユイもここにいた。人の力ではどうにもならない運命を変えることができる唯一の場所。

### 兵器（新劇場版）
NHG
『シン』で登場するNERV保有の空中戦艦。人類補完計画のために建造されたガフの守人。主機に「アダムスの器」たるエヴァオップファータイプを使用する。
強力な光線攻撃が可能な球形砲塔を2番艦は7基、3番艦は2基搭載しており、冬月の采配でNERV本部を強襲するヴンダーの前に現れて苦戦を強いた。なおブリッジは存在するものの、元来は有人仕様ではないため（未完の状態から改造された1番艦=ヴンダーを除き）操作系はない上にL結界密度が非常に高く、長時間滞在していた冬月はL.C.L.に還元されてしまった。
ガフの守人として建造されたため儀式のトリガーにはできないが、『シン』ではNERVによってアナザーインパクトに利用された。アナザーインパクト後は冬月の手回しにより、2〜4番艦の主機たるエヴァオップファータイプが分離され、それらをオーバーラップした8号機によって全艦撃墜された。
NHG ヴーセ（NHG Buße）
1番艦。本来の主機はMark.09。Bußeはドイツ語で「贖罪」を意味する。
NHG エアレーズング（NHG Erlösung）
2番艦。主機はMark.10。Erlösungはドイツ語で「救済」を意味する。
NHG エルブズュンデ（NHG Erbsünde）
3番艦。主機はMark.11。Erbsündeはドイツ語で「原罪」を意味する。
NHG ゲベート（NHG Gebet）
4番艦。主機はMark.12。Gebetはドイツ語で「祈り」を意味する。
AAA ヴンダー（AAA Wunder）
『Q』『シン』に登場するWILLE保有の空中戦艦にしてWILLE艦隊の旗艦。AAAは「Autonomous Assault Ark」、Wunderはドイツ語で「奇跡」の意味。劇中では「スリーエーヴンダー」と呼称されている。
周囲で作業していた多くの軍艦をもまとめて浮遊させることができる強力な重力制御システムを有し、A.T.フィールドを発することもできる。後述の通り未成艦を強奪したため、正規の仕様で完成した他の艦と比べて戦闘力では劣るが、主機性能ではヴンダーの方が上で、機動力では勝る。
元々はNERVが建造していたNHG ヴーセだが、加持の提唱した「人類補完計画の巻き添えで消える地球の生命種を地球圏外へ避難させる」計画のためにWILLEが強奪、本来の主機であるMark.09から初号機を主機とした。しかしサードインパクトを止めるために加持が死亡したため、ミサトによって「命を残す方舟ではなく、命を救う戦闘艦として」使われることになった。
最終的にはWILLEが世界の命運をシンジに託すべく、アナザーインパクトを参考に脊髄ユニットを改造されたことで、ガイウスの槍として流用された。

### その他（新劇場版）
バチカン条約
EVAに関する国際条約。保有数の制限や、EVA関連技術の軍事転用禁止などが定められている。
第13条第1項によって各国のEVA保有数は3機までに制限されており、これによって、3号機が日本にやってきた際は2号機が封印を施された。リツコ曰く「この条約は締結各国の利害が絡んでいるため、条約改正すらほぼ不可能」。『シン』では、EVAを軍事転用した条約違反の代物とされる44シリーズが登場した。
赤い海
新劇場版では、セカンドインパクト後の海は色が真っ赤に染まっており、海洋生物が生きていけない死の海と化している（旧作ではセカンドインパクト発生地点付近の南極海のみ）。加持曰く「何もない赤い水」。
ネブカドネザルの鍵
『破』冒頭でベタニアベースを脱出してきた加持がゲンドウに渡したもの。「神と魂を紡ぐ道標」、「人類補完の扉を開くもの」と言われ、頭のないヒトのようなものと、鍵のようなものがくっついた形状となっている。『シン』では、これを用いて自身の肉体に「この世の理を超えた情報」を書き込むことができると示された。なお、ネブカドネザルは古代メソポタミアの王名で、マルドゥック神とも深い関わりを持つ。
リリスの結界
セントラルドグマ最深部へ続くメインシャフトを塞いでいる、青い結界。『Q』でのカヲル曰く、この結界で14年間（『破』から『Q』までの間）、最深部へ誰の侵入も許していなかったが、その後第13号機により突破された。
リリンの王
渚カヲルが碇ゲンドウを指して言った名称。
ニアサードインパクト
第10の使徒戦後に擬似シン化第2形態と化した初号機が起こしてしまった、NERV本部直上を爆心地とする一連の災害。第三新東京市に大規模な地割れが発生、この時にガフの扉を開いてしまった初号機は、後にセントラルドグマ最深部を爆心地とするサードインパクトのトリガーとなったとされ、リリン（人類）は便宜的に、初号機が起こした災害をニアサードインパクトと名付けた。サードインパクトの影響により、地球全土が建造物も含め赤くコア化し、それに融合するかのように首のない赤いEVAと思われる残骸が点在し、世界中に赤い十字架が刺さっている。また、衛星である月は赤い格子模様や雲に覆われ、地球にかなり接近している。
フォースインパクト
ゼーレのシナリオに基づいた、海と大地に続く「魂の浄化」を為す人類補完計画（本来の）最後の儀式。劇中では「古の生命のコモディティ化」「全ての魂をコアに変え、エヴァインフィニティと同化させる」と説明された。
『Q』では、2本のロンギヌスの槍を手にした第13号機が第12の使徒を取り込むことで、擬似シン化第3+形態（推定）になり、フォースインパクトの始まりの儀式が起こった。トリガーは第13使徒に堕ちたカヲル。ガフの扉が開き、黒き月を大地から引きずり出したが、カヲルの死亡とシンジのエントリープラグ射出による第13号機の停止で中断した。
『シン』では、2本のロンギヌスの槍を手にした第13号機が使徒化したアスカを取り込むことで、擬似シン化第3+形態（推定）になり、黒き月から新造された槍が地獄の門に投下されることでフォースインパクトが始まった。
ファイナルインパクト
『Q』本編後の『シン』予告映像にのみ登場する用語。WILLEはこれの阻止のために最後の決戦を挑むとされた。『シン』本編にこの用語は登場しない。
アナザーインパクト
『シン』にてNERVがセカンドインパクトの爆心地たる旧南極カルヴァリーベースにて引き起こした、ゼーレのシナリオに存在しない未知の儀式。その目的は、黒き月をマテリアルとしてフォースインパクト用の槍を新造し、アディショナルインパクトのために残存する2本の槍を温存すること。
アディショナルインパクト
『シン』において、ゲンドウがゴルゴダオブジェクトで発動した、自分の認識（世界）を書き換える儀式。希望の機体・初号機と絶望の機体・第13号機が互いに同調と調律をした後、エヴァイマジナリーにロンギヌスの槍とカシウスの槍を使用し、絶望と希望の槍が互いにトリガーと贄となって虚構と現実が溶け合い、全てが同一の情報と化すことで発動する。
ゲンドウは、ユイと再会できる「A.T.フィールドの存在しない、全てが等しく単一な人類の心の世界」を望んだが、シンジとの対話の果てに補完の中心から降り、世界の書き換えはシンジに引き継がれた。
L結界密度
リリンが近寄れる場所と、そうでない場所の区別をする数値。『Q』のラストにおいて、シンジ、アヤナミレイ（仮称）、アスカの3人はL結界密度の高い赤い大地に生身で取り残されたため、リリンが近づける（EVAパイロットでない普通の人間が助けに来られる）ところまでの移動を開始した。
コア化していてもL結界密度の低い地域では、防護服を着用すればリリンも活動ができる。
コア化
サードインパクトに晒された地球のあちこちで発生した、地表にあるもの全てが赤く染まる現象。コア化したエリアはL結界密度が高く、EVAパイロット以外の人間は防護服なしでは近づけないエリアと化す。WILLEはこれを食い止めるために、まだコア化していないエリアに「封印柱」を設置し、結界を張ることで一時的にコア化を防いでいる。
封印柱（ふういんちゅう）
コア化を阻止する結界を形成する、黒地に使徒封印用呪詛文様を持つ円柱。劇中では相補性L結界浄化無効阻止装置、アンチLシステムとも呼ばれる。『シン』にてNERVユーロ支部や第3村周辺に設置されていた他、『破』でもベタニアベース上部やアスカ封印設備の周辺に類似のものが設置されており、『Q』でもWILLE艦隊の空母に積載されておりシンジ封印設備の周辺に設置されている。正常な土地がコア化するのを防ぐ他、既にコア化した土地を元に戻すこともできる。マヤによればエヴァ同様、人外未知の未解明システムである。
聖なる槍
人ではない何者かがゴルゴダオブジェクトに残した6本の槍。世界を書き換える力を持つ。
カシウスの槍
絶望の槍ロンギヌスと対になる希望の槍。Mark.06から初号機へ投擲された槍。ロンギヌスの槍と共に補完計画発動のキーとなっており、また第13号機とセットで使えば世界の修復も可能だとされる。『Q』では、カヲルによればドグマ最深部に放置されているMark.06とリリスにロンギヌスの槍と共に刺さっているはずだったが、実際に刺さっていた槍を引き抜くと2本ともロンギヌスの槍に変化した。
ガイウスの槍
ゲンドウが聖なる槍を全て消費したため、再び世界を書き換える槍を得るべくヴンダーの脊椎をマテリアルに生成した新たな槍。世界をありのままに戻したいという意志の力で作られたWILLEの槍。ミサトによってシンジの元に届けられ、世界を「エヴァがなくてもいい世界」に書き換えるために使われた。
ヤマト作戦
NERVによるフォースインパクトの完全遂行を阻止するべくWILLEが発動した作戦。NERV本部内に保管されている第13号機のコアに強制停止信号プラグを打ち込み無力化、仕上げの儀式を実行不能とするのが目的。
第13号機の起動前に接近することには成功したものの、プラグ打ち込みを新2号機が自身のA.T.フィールドにより拒絶、やむを得ずアスカが裏コード999を使用、新2号機を覚醒させて強行を試みるが、手間取る間に再起動した第13号機が光線攻撃でプラグを破壊、さらに使徒化したアスカを摘出し新2号機は頭部を残して形象崩壊したため作戦は失敗した。
ネオンジェネシス
物語のラストで行われた、シンジによる新たな世界の創成。ガイウスの槍を使い、マイナス宇宙の中で自らとともにすべてのEVAを貫き「エヴァがなくてもいい世界」に書き換えるという形で人類補完計画を中断、世界の再構築を行う。しかし初号機に槍が刺さる寸前、ユイとゲンドウがシンジの身代わりとなる。ガイウスの槍に貫かれ、すべてのEVAは消滅する。コア化した地球や赤い格子模様の月も元通りになる。
これにより、作品内で『新世紀エヴァンゲリオン』（英語題：Neon Genesis EVANGELION）のタイトルが回収された。